# Via Gola
Via Gola è un singolo del duo musicale italiano Coma_Cose, pubblicato il 25 gennaio 2019 come primo estratto dal primo album in studio Hype Aura, prodotto dai Mamakass.

## Descrizione
Il brano è chiamato come una via della zona dei navigli di Milano, via Emilio Gola, che al tempo della pubblicazione del brano godeva di cattiva fama nonostante fosse una via di una zona rinomata. Il brano infatti cita testualmente «Questa notte la mia gola è messa peggio di via Gola».

## Tracce
Testi di Fausto Zanardelli, Francesca Mesiano, musiche di Fausto Zanardelli, Fabio Dalè, Carlo Frigerio.
1. Via Gola – 4:08